# 5-ös busz (Makó)
A makói 5-ös jelzésű autóbusz az Autóbusz-állomás és az Ipari Park között közlekedik A viszonylatot a Volánbusz üzemelteti.
Az 5-ös autóbuszjárat a város egyetlen megmaradt heliyjárata, amely a Csanád vezér téri autóbusz-állomás és az Ipari Park üzemegysége között közlekedik naponta négyszer. A járatok a műszakváltáshoz igazodnak, ezen felül egy pár járat közlekedik a reggeli órákban is. 
Az 5-ös járat mintegy nem hivatalos betétjárataként üzemelt az 5B jelzéssel feltüntetett napi két pár járat a Református templom megállóhelyig. Ezek valójában menetrendben is meghirdetett szolgálati járatok.

## Megállóhelyei
| sz. | Megállóhely neve   | Menetidő (perc) | Átszállási kapcsolatok                     | Létesítmények                       |
| --- | ------------------ | --------------- | ------------------------------------------ | ----------------------------------- |
| 0   | Autóbusz-állomás   | 0               | 3, Volánbusz helyközi és távolsági járatai | Autóbusz-pályaudvar                 |
| 1   | Református templom | 3               |                                            | Újvárosi református templom         |
| 2   | Hosszú u.          | 5               |                                            |                                     |
| 3   | Volán telep        | 6               |                                            | Tisza Volán szerviztelep, benzinkút |
| 4   | MEDICOR            | 7               |                                            | MEDICOR üzem                        |
| 5   | Ipari park         | 9               |                                            |                                     |